# Södermanlands runinskrifter Fv1958;242
Södermanlands runinskrifter Fv1958;242 är en vikingatida runsten av granit i Tumbo kyrka, Tumbo socken och Eskilstuna kommun. Runstenen är 2,1 meter lång och cirka 0,6 meter hög. Runhöjden är 6-10 centimeter. Stenen hittades under putsen inmurad i sakristians västra yttervägg 1958. Samme "Kolben" som stenen är rest till minne av omtalas också på  Sö 362.

## Inskriften
Translitterering av runraden:
· anunr · auk · bruni · raistu · at · kulbain · þina · stain ·
Normalisering till runsvenska:
Anundr ok Bruni ræistu at Kulbæin þenna stæin.
Översättning till nusvenska:
Anund och Brune reste efter Kolben denna sten.